# Aseksualnost
Aseksualnost je nedostatak seksualne privlačnosti prema drugima ili nizak ili odsutan interes za seksualnom aktivnošću ili želja za njom. Može se smatrati seksualnom orijentacijom ili njenim nedostatkom. Također se može širi kategorizirati tako da uključuje širok spektar aseksualnih pod-identiteta.
Aseksualnost se razlikuje od suzdržavanja od seksualnih aktivnosti i celibata, koji su bihevioralni i motivirani čimbenicima kao što su osobna, socijalna ili vjerska uvjerenja pojedinca. Smatra se da je seksualna orijentacija, za razliku od seksualnog ponašanja, "trajna". Neki se aseksualni ljudi bave seksualnom aktivnošću unatoč tome što im nedostaje seksualne privlačnosti ili želje za seksom iz različitih razloga, poput želje za zadovoljstvom sebe ili romantičnih partnera ili želje za djecom.
Prihvaćanje aseksualnosti kao seksualne orijentacije i područja znanstvenog istraživanja još je uvijek relativno novo jer se počeo razvijati sve veći broj istraživanja iz sociološke i psihološke perspektive. Iako neki istraživači tvrde da je aseksualnost seksualna orijentacija, drugi se istraživači ne slažu s tim.
Razne aseksualne zajednice počele su se stvarati od pojave Interneta i društvenih medija. Najplodnija i najpoznatija od ovih zajednica je Mreža za aseksualnu vidljivost i obrazovanje koju je 2001. godine osnovao David Jay.